# Bijtje
Het bijtje of geelbandgrondel (Brachygobius xanthozona) is een straalvinnige vis uit de familie van de grondels (Gobiidae). De wetenschappelijke naam van de soort is voor het eerst geldig gepubliceerd in 1849 door Pieter Bleeker.

## Kenmerken
Erg kenmerkend is een geel tot bruin lichaam, zwarte banden eroverheen en een hechtschijf. De lichaamslengte bedraagt ongeveer 4 cm.

## Verspreiding en habitat
De soort is een brakwatervis, die leeft in de Filipijnen en op Borneo, Sumatra en Java. Hier leeft de soort in kleine zoetwaterkanalen en sloten met brak water. Soms lopen de temperaturen hier op tot 35 graden Celsius. In het wild is het bijtje tamelijk zeldzaam, maar het is een bekende aquariumvis.